# Catedral de Arezzo

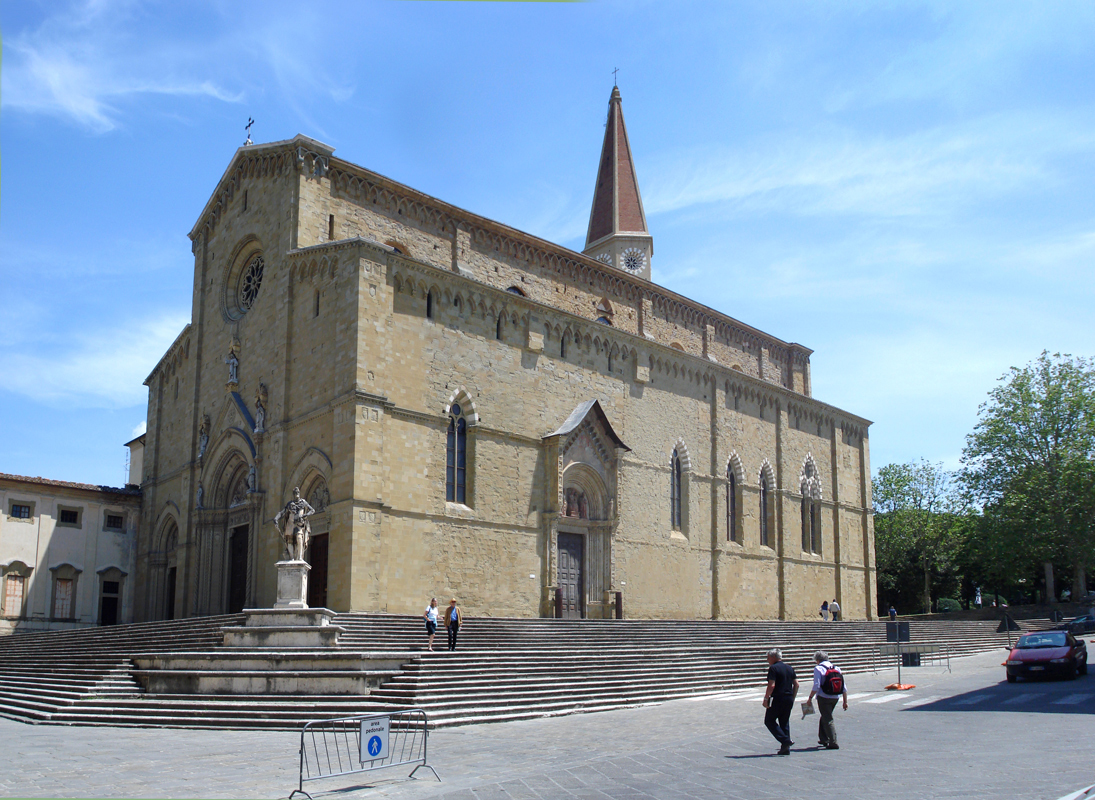
Fachada

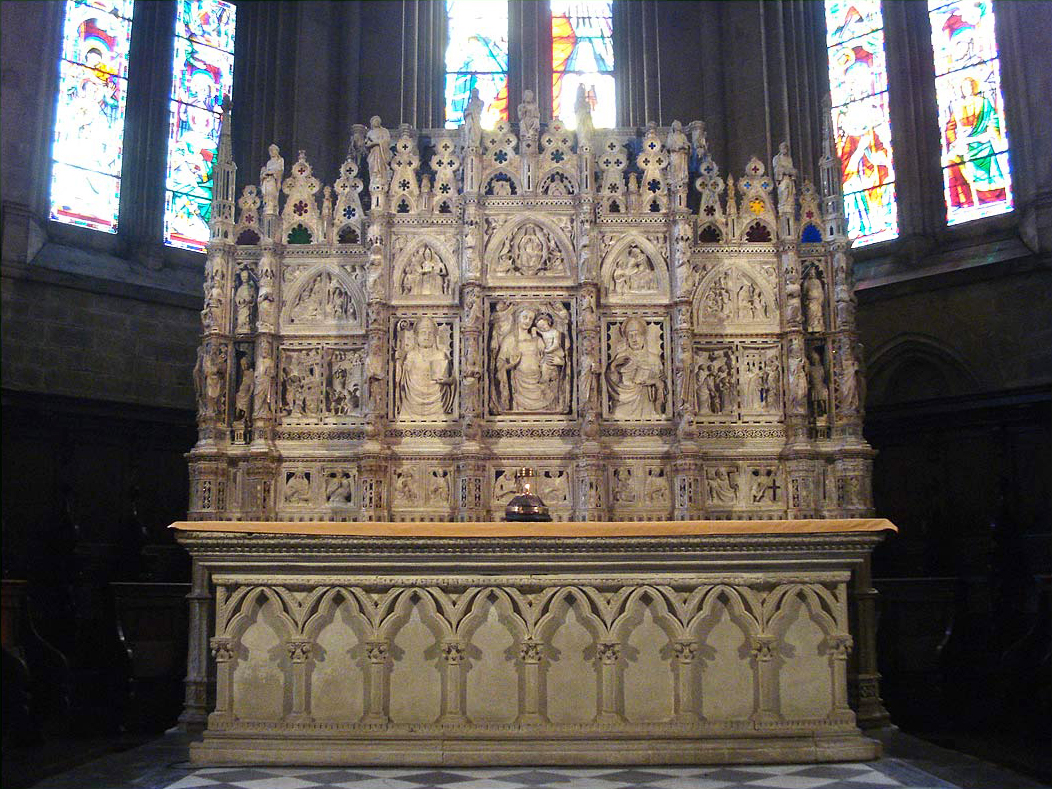
Arca de São Donato

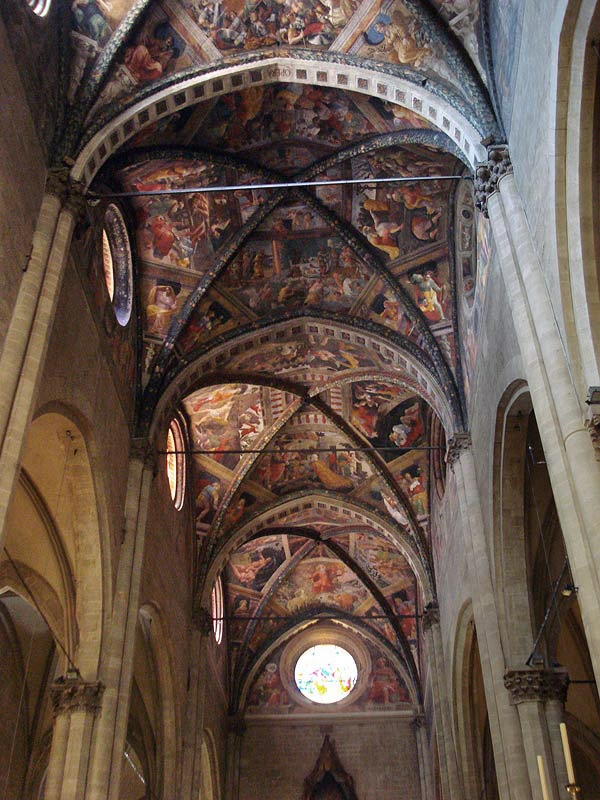
Aspecto do interior, com os afrescos no teto da nave central

A Catedral de Arezzo, ou, nas suas formas portuguesas, de Arezo ou de Arécio, dedicada a São Donato, é a catedral da cidade italiana de Arezzo.
Localizada no alto do morro onde a cidade nasceu, a Catedral de São Donato foi construída sobre uma igreja cristã primitiva que assinalava o local da tumba de São Donato. Em 1203 o Papa Inocêncio III ordenou a transferência da catedral para dentro dos muros da cidade. A construção iniciou em 1278 e só terminou em 1511. A fachada, porém, é obra moderna, elaborada entre 1901 e 1914 com um projeto de Dante Viviani, uma vez que a fachada original jamais fora concluída. A decoração escultórica foi obra de Giuseppe Cassioli, Enrico Quattrini e do próprio Viviani. O lado direito do edifício mantém a estrutura original do século XIV, caracterizada pela cantaria em arenito onde se abre um largo portal em estilo gótico florentino (1319-1337), com dois fustes de colunas de pórfiro retiradas de um templo pagão. A luneta em terracota da Madonna entre Santos foi feita por Niccolò di Luca Spinelli. A abside tem uma forma poligonal, dividida por altas janelas ogivais, e remonta ao século XIII. A presente torre é a terceira construída para esta catedral. Em princípio a torre foi concebida ligada ao corpo da igreja, mas as vibrações dos sinos quando tocados danificavam os vitrais. Posteriormente, então, construiu-se um outro campanário, um pouco mais distante, mas um aqüífero subterrâneo comprometeu sua estabilidade e, finalmente, foi construído na posição atual. Mais tarde foi unido à catedral através da construção dos apartamentos dos guardiões. 
O interior tem três naves divididas por altas colunas e arcos ogivais, cobertas por abóbadas e sem transepto. Um ciclo de sete vitrais foi executados por Guillaume de Marcillat entre 1516 e 1524. As abóbadas e lunetas da nave são quase totalmente cobertas com afrescos Guillaume de Marcillat e Salvi Castellucci. O altar-mor escultórico é a chamada Arca de São Donato, um extraordinário trabalho em mármore documentado a partir de 1362, mas executado anteriormente em diferentes fases. Participaram na realização Agostino di Giovanni, Agnolo Ventura, Giovanni di Francesco e Betto di Francesco. O coro de madeira da capela-mor foi projetado por Giorgio Vasari em 1554. Traços de afrescos na abside são remanescentes da estrutura original da igreja do século XIII. 
Outras obras importantes encontradas no interior são:
- O Cenotáfio de Guido Tarlati, executado por Agostino di Giovanni e Agnolo Ventura em 1330, a partir de um projeto possivelmente de Giotto;
- Um afresco da Virgem e o Menino com seis histórias das vidas dos Santos Cristóvão e Tiago Maior, de um artista anônimo da segunda metade do século XIV;
- Um grande órgão de Luca da Cortona, do século XVI, instalado em um console escultural de Giorgio Vasari, a primeira obra em escultura do artista então com 24 anos;
- Um afresco de Maria Madalena, de Piero della Francesca;
- O Memorial de Ciuto Tarlati, composto por um sarcófago marmóreo do século IV adornado com uma série de relevos do escultor sienense Agostino di Giovanni, colocado contra um arco sob o qual está pintado o afresco do Crucifixo entre a Madonna e santos com o doador Ciuto Tarlati, de um pintor aretino dito Mestre do Bispado. Se trata da única das 26 capelas do século XIV a sobreviver;
- Um batistério hexagonal, com relevos da escola de Donatello, com a cena do Batismo de Cristo atribuída ao próprio mestre; outros relevos são atribuídos Francesco di Simone Ferrucci.
- Uma grande tela do Martírio de São Donato, de Pietro Benvenuti (1794);
- O sepulcro de Gregório X, do início do século XIV;
- Uma valiosa e muito venerada escultura em madeira policroma representando a Madonna e o Menino abençoando, de um artista aretino anônimo, criada em torno de 1270.

A Capela de Nossa Senhora da Consolação é um espaço relativamente independente, ligado à nave através de um acesso com um elegante portão de ferro forjado do século XVIII. Trata-se de uma obra neoclássica, realizada a partir de 1796 com projeto de Giuseppe del Rosso. A capela tem três naves com uma cúpula central e foi muitas vezes utilizada para o enterro dos bispos de Arezzo. À direita, sobre um túmulo do século XVIII, há uma terracota mostrando a Ascensão da Virgem, de Andrea della Robbia, e um retábulo de Judith com a cabeça de Holofernes, de Pietro Benvenuti (1804). Sobre o altar direito há uma Santíssima Trindade com os Santos Donato e Bernardo, também de Andrea della Robbia (1485-1486), enquanto a abside central é decorada com afrescos de Luigi Ademollo e Luigi Catani. No altar esquerdo, outro grande retábulo em terracota policromada de 1495, do mesmo Della Robbia, que assina igualmente um relevo do coro. Na parede esquerda foi pintada em 1806, por Luigi Sabatelli, a cena de Abigail que aplaca David.